# استروبایت
استروبایت (به انگلیسی: astrobrite) گروهٔ موسیقی شوگیز آمریکایی می‌باشد که توسط اسکات کورتز (لاولیزکراشینگ) به‌وجود آمده‌است.